# El Nevero
El Nevero es una de las montañas más importantes y altas de la sierra de Guadarrama (sistema Central), con una altura de 2209 metros sobre el nivel del mar. Está situada en límite de la Comunidad de Madrid y la Provincia de Segovia (España). Su cara sur está dentro del término municipal de Pinilla del Valle y su cara norte en el de Torre Val de San Pedro. El Nevero se alza al oeste del puerto de Navafría y en la zona norte del valle del Lozoya. Esta montaña es una de las más septentrionales de la Sierra de Guadarrama y una de las más altas de los Montes Carpetanos. En nombre de esta montaña viene de un característico y visible nevero con forma de Z situado en la zona alta de la cara sur.

## Descripción

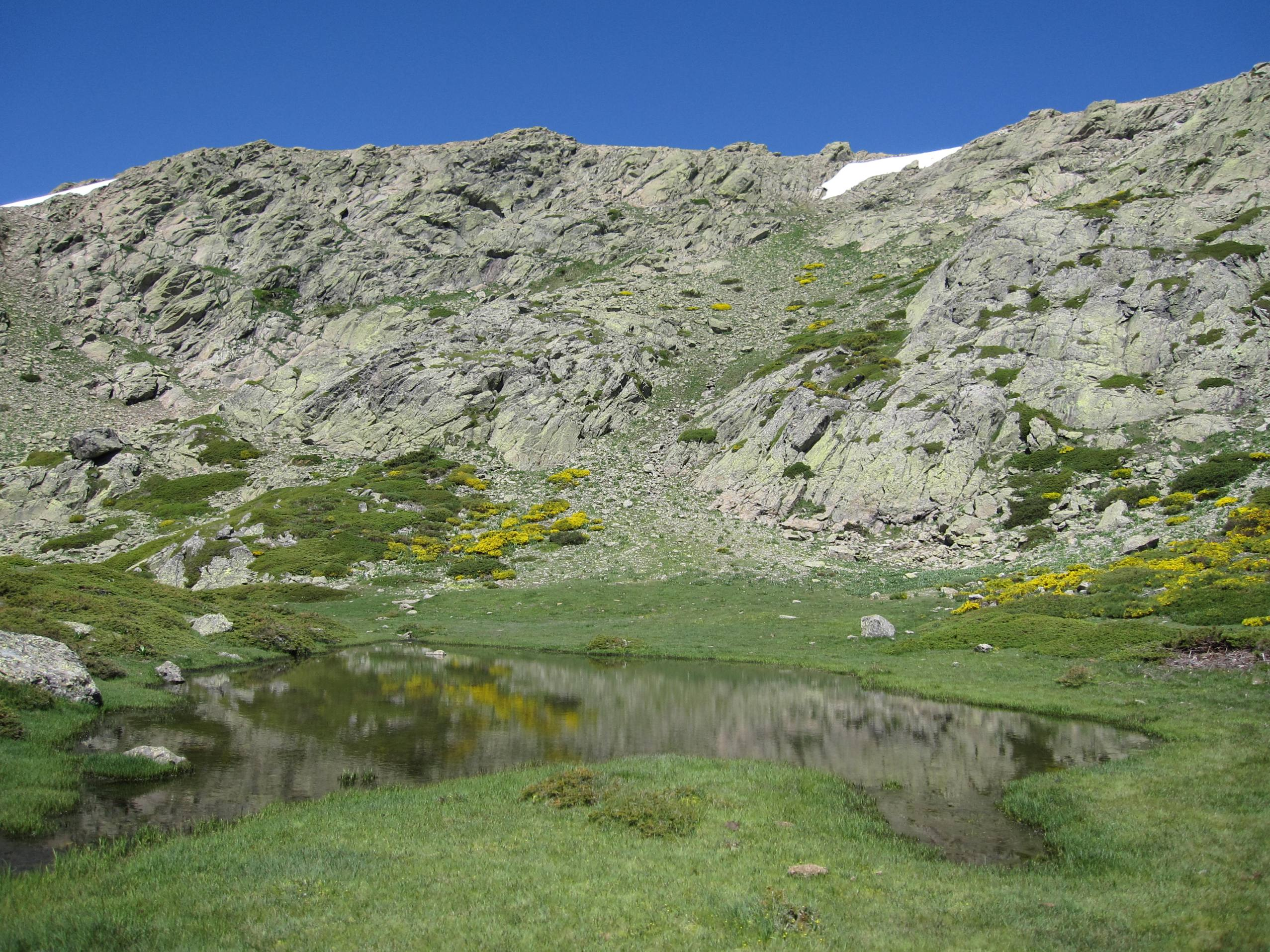
Cima del Nevero y el hoyo de Pinilla con una de sus lagunas glaciares.

Su cima constituye uno de los mejores miradores de la sierra, desde la que se ve gran parte de la llanura segoviana, el valle del Lozoya y el macizo de Peñalara. En sus laderas se dan las praderas alpinas, las pedreras y los matorrales bajos de montaña. También se pueden encontrar bosques de pino silvestre y roble. Esta montaña estará dentro del parque nacional de la Sierra de Guadarrama. El entorno que rodea al Nevero es de particular belleza. Aparte de los bosques de Navafría (de los mejores conservados de Madrid y Segovia, situados en esta segunda), en la zona alta de la cara sur encontramos también el poco conocido circo glaciar de "Los Hoyos de Pinilla", sus lagunas glaciares y otros circos de menor tamaño.

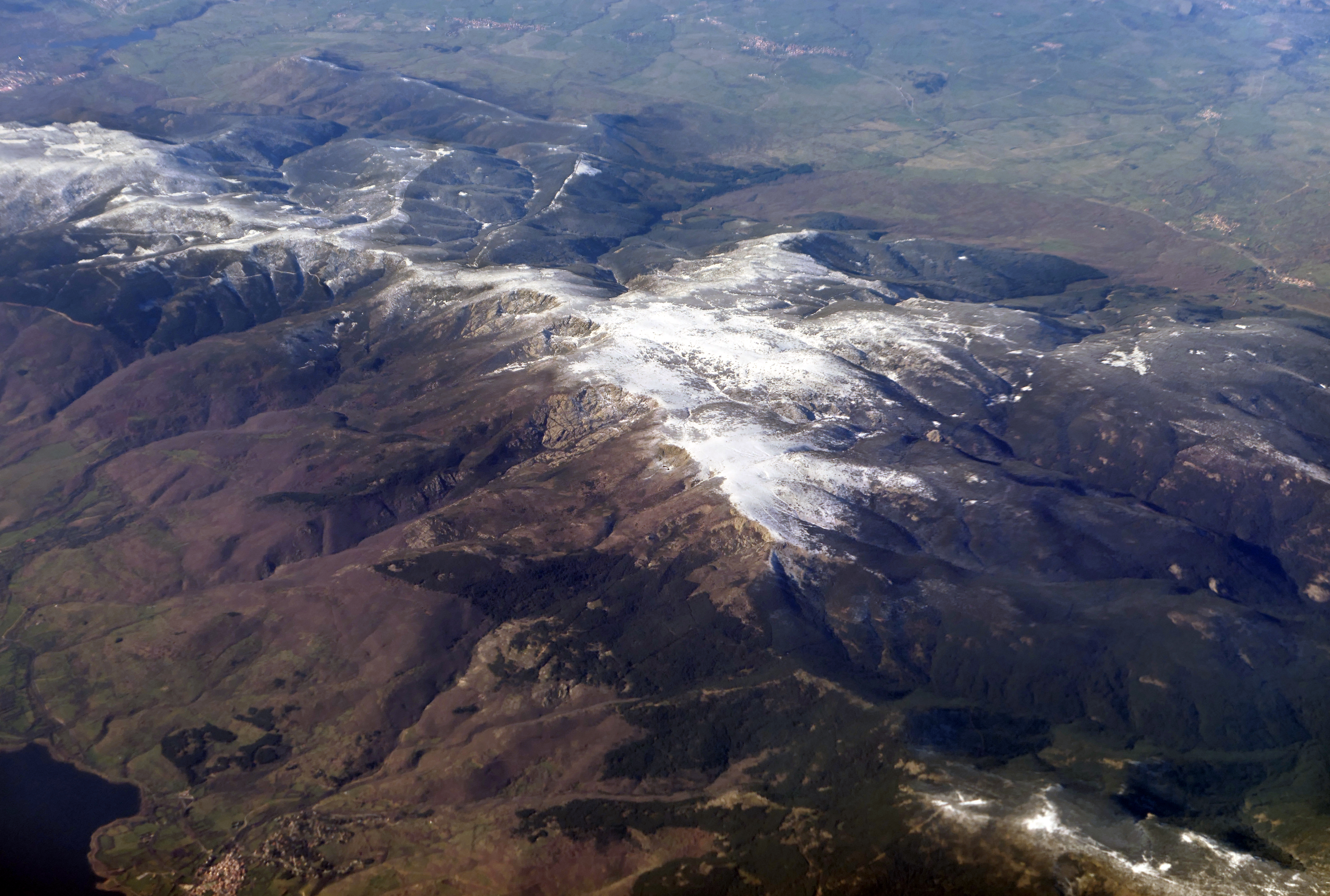
Vista aérea

## Acceso

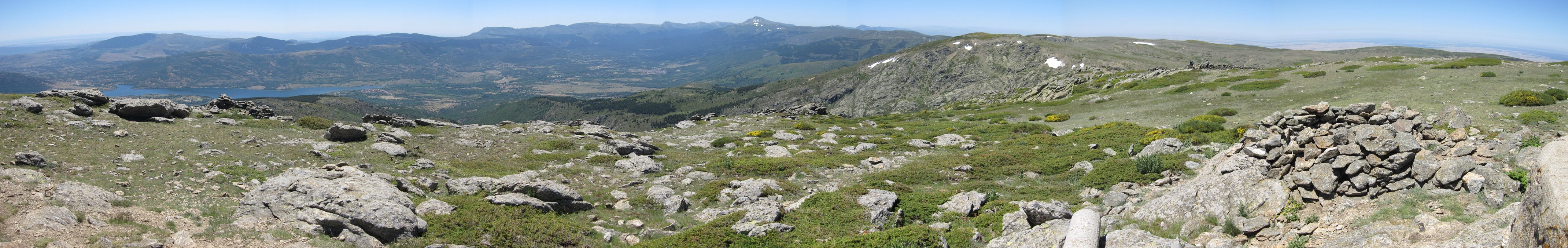
Vista panorámica del valle del Lozoya desde la cima del Nevero.

Se puede llegar a la cima de El Nevero por una ruta que sale del puerto de Navafría (1773 m), la cual asciende en sentido oeste por la cresta de la sierra (el límite de las dos comunidades autónomas) hasta alcanzar la cumbre, o bien partiendo del aparcamiento de las 
Lagunillas, por una senda que sube en dirección oeste a Las Lagunillas (2085 m) del circo glaciar de "Los Hoyos de Pinilla", una sucesión de tres lagunas, dos grandes y una pequeña que las interconecta, al pie del pico del Nevero, y de allí en fuerte subida, pero de pocos metros, hasta la cumbre.